# Sättigbarer Absorber
Ein Sättigbarer Absorber ist ein passives optisches Schaltelement, welches als einfache Form eines Güteschalters in Laserresonatoren Verwendung findet. Es besteht aus einem Material mit intensitätsabhängigem Absorptionskoeffizienten. In der Regel ist dies eine Farbstofflösung, deren Absorptionsmaximum bei der Laserwellenlänge liegt oder ein Halbleiter-Bauelement (SESAM, engl. semiconductor saturable absorber mirror).
Mit steigender Besetzungsinversion im laseraktiven Medium nimmt auch die Photonenzahl im optischen Resonator zu. Ist eine bestimmte Schwelle erreicht, wird das Absorbermaterial für die Laserstrahlung durchlässig und der Laser schwingt an. Das ausgekoppelte Licht hat eine sehr hohe Intensität, da erst eine gewisse Photonenzahl im Resonator überschritten werden muss, damit der Absorber transparent wird. Ist die Inversion weitgehend abgebaut, steigt nach einer gewissen Relaxationszeit die Absorption wieder an und „schaltet“ die Güte des Resonators wieder unter die Laserschwelle. 
Die Sättigungsintensität sollte zum Zeitpunkt maximaler Inversion erreicht werden. Dies ist z. B. über die Konzentration der Farbstofflösung zu beeinflussen. Das Ergebnis ist ein kurzer Laserpuls hoher Leistung.